# Dithella
Genre
Dithella est un genre de pseudoscorpions de la famille des Tridenchthoniidae.

## Distribution
Les espèces de ce genre se rencontrent en Indonésie et aux Philippines.

## Liste des espèces
Selon Pseudoscorpions of the World (version 3.0) :
- Dithella javana (Tullgren, 1912)
- Dithella philippinica Beier, 1967

## Publication originale
- Chamberlin & Chamberlin, 1945 : The genera and species of the Tridenchthoniidae (Dithidae). A family of the arachnid order Chelonethida. Bulletin of the University of Utah, Biological Series, vol. 9, no 2, p. 1-67 (texte intégral).